# Charles Cousin-Montauban

Charles Cousin-Montauban, graaf de Palikao.

Charles Guillaume Marie Apollinaire Antoine Cousin-Montauban, graaf de Palikao (Parijs, 24 juni 1796 – Versailles, 8 januari 1878) was een Frans militair en politicus. Hij was in de zomer van 1870 kortstondig eerste minister van Frankrijk.

## Afkomst
Charles Cousin-Montauban was de buitenechtelijke zoon van een dochter van de in 1825 gestorven Launay de Picardois.

## Militaire carrière
In 1814 trad hij toe tot het leger, in 1818 werd hij luitenant in het 2de Kurassiersregiment. In 1824 stapte hij over naar de artillerie en diende van 1831 tot 1857 in Algerije. In 1847 was hij als kolonel van de Chasseurs d'Afrique betrokken bij de arrestatie van Abdel Kader. In 1851 werd hij bevorderd tot brigadegeneraal en in 1855 tot divisiegeneraal. In 1857 keerde Cousin-Montauban naar Frankrijk terug en werd commandant van de 21ste divisie te Limoges.

### Tweede Opiumoorlog
In 1858 volgde zijn bevordering tot bevelhebber van een gezamenlijke Brits-Franse expeditiemacht in China ten tijde van de Tweede Opiumoorlog (1856-1860). In 1860 versloeg hij de Chinezen Sinko, Tangku en Tsjangkiahuang. Op 21 september nam hij de stad Palikao in. Ten slotte veroverde zijn expeditiemacht op 12 oktober 1860 Peking, waarna de keizer Xianfeng naar zijn zomerpaleis in Chengde vluchtte. De Brits-Franse troepen plunderden daarop het Zomerpaleis en het Oude Zomerpaleis in Peking. Beschuldigingen dat Cousin-Montauban aan de plundering van het Zomerpaleis een flink fortuin had over gehouden, zijn nooit bewezen. Er was echter grote kritiek op het optreden van de Brits-Franse expeditiemacht; desondanks ontving Cousin-Montauban in 1862 van keizer Napoleon III de titel graaf de Palikao (verwijzend naar Cousin-Montaubans verovering van Palikao in 1860) en werd hij tot senator benoemd. In 1865 werd hij bevelhebber van het 4de legerkorps bij Lyon.

### Frans-Duitse Oorlog en eerste minister
Tijdens de Frans-Duitse Oorlog (1870-1871) werd Cousin-Montauban echter niet naar het front gestuurd. Na de aanhoudende militaire verliezen van het Franse leger, werd hij door de keizerin-regentes tot minister van Oorlog benoemd. Op 9 augustus 1870 werd hij eerste minister in de regering-Cousin-Montauban na het aftreden van Émile Ollivier. Hij begon direct aan de reorganisatie van het leger en zond extra militairen naar maarschalk Mac-Mahon bij Châlons. Ondanks Cousin-Montaubans inspanningen, kon hij de grote nederlaag bij Sedan - waarbij keizer Napoleon III gevangen werd genomen - niet voorkomen. Na het aftreden van de keizer, weigerde hij het keizerrijk de rug toe te keren en droeg hij het plan aan een Nationale Defensie Raad op te richtten. Deze plannen werden echter verijdeld door een republikeinse revolutie, waarna de Derde Franse Republiek werd uitgeroepen.
Cousin-Montauban week uit naar België, maar keerde later terug. In 1871 moest hij voor een parlementaire onderzoekscommissie verschijnen. Hij overleed op 8 januari 1878.

## Werken
- Un ministère de la guerre de vingt quatrejours (1871)

- Bibliothèque nationale de France: cb137438267 (data)
- Gemeinsame Normdatei: 1055270183
- International Standard Name Identifier: 0000 0001 0969 5150
- Library of Congress Control Number: n95120069
- Base Léonore: LH//618/85
- Nederlandse Thesaurus van Auteursnamen: 155624024
- Système universitaire de documentation: 066974283
- Virtual International Authority File: 49401641